# Vicinity of Obscenity
Vicinity of Obscenity — це дев'ятий трек з альбому Hypnotize, американського гурту «System of a Down», яка була видана промо-синглом у 2006 році. 
1. "Vicinity of Obscenity" (Lyrics & Music: Серж Танкян)
2. "Lonely Day" (Lyrics & Music: Дарон Малакян)